# Morne Lezard Estate
Morne Lezard Estate es una localidad de Santa Lucía que forma parte del distrito de Laborie.